# Pithys
Pithys là một chi chim trong họ Thamnophilidae.